# Пам'ятник княгині Ользі (Коростень)
Пам'ятник княгині Ользі — мідний пам'ятник Святій Рівноапостольній княгині Ользі у місті Коростень (Житомирська область), на березі річки Уж, у природно-культурній зоні «Ольжині купальні» у Древлянському парку.
Пам'ятник відкрито 24 липня 2008 року.

## Загальні дані
Пам'ятник розташований у східній частині міста, на правому березі річки Уж, в районі Ольжиних купалень, де, згідно з легендою, княгиня приймала купелі.
Пам'ятник споруджено у 2008 році, офіційне відкриття відбулося 24 липня 2008 року, в день пам'яті святої рівноапостольної княгині Ольги.

## Опис
Пам'ятник виконаний у вигляді скульптури княгині Ольги, обличчя якої звернено до центру Коростеня, в лівій руці княгиня тримає лілію — символ царського благородства та чистоти. Пам'ятник встановлено на кам'яному постаменті.
Висота монумента — близько трьох метрів. Матеріал — мідь.
Автори — місцеві скульптори Ігор та Вадим Зарічні.

## Ольга і Коростень

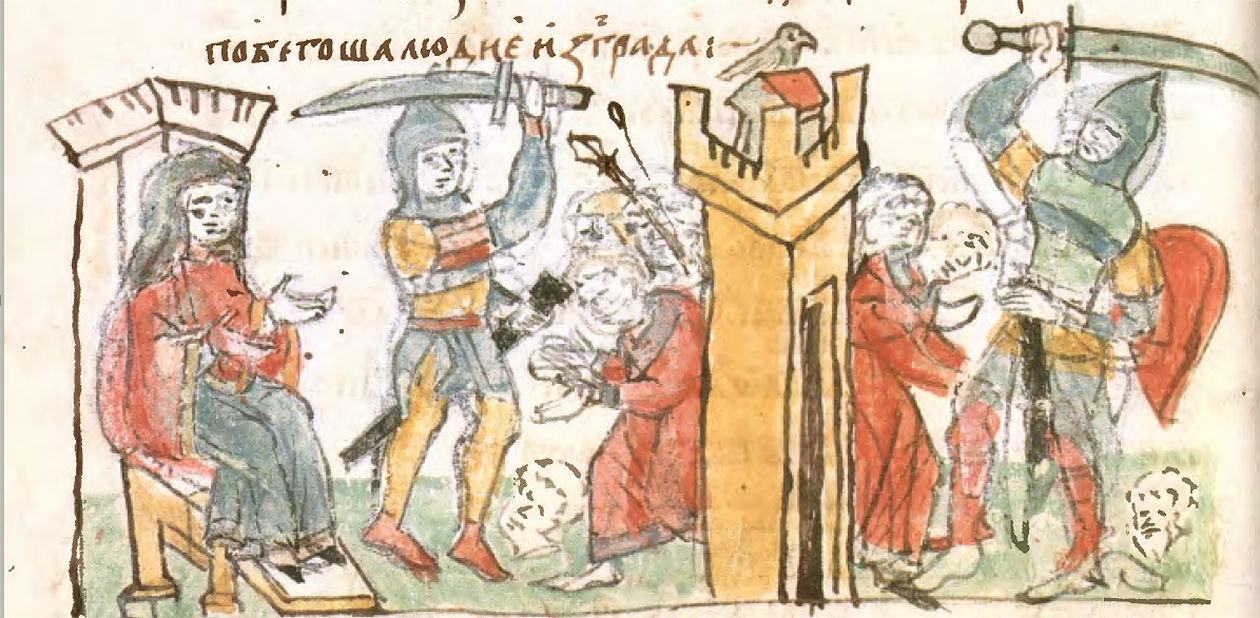
Знищення Іскоростеня і древлян княгинею Ольгою (Радзивіллівський літопис)

Відповідно до «Повість минулих літ» Ольга мстилася деревлянам міста (у літописі — Іскоростень) за вбивство свого чоловіка Ігоря. Під приводом тризни над могилою Ігоря київські дружинники «посікли п'ять тисяч» деревлян, після чого відбулась річна облога міста, яка завершилась спаленням міста у 946 році.